# Dianthus elbrusensis
Dianthus elbrusensis là loài thực vật có hoa thuộc họ Cẩm chướng. Loài này được Kharadze mô tả khoa học đầu tiên năm 1959.